# Henri de Linarès
Pour les articles homonymes, voir Linares.
Henri de Linarès est un peintre animalier français né le 8 août 1904 à Blois dans le département de Loir-et-Cher et mort le 22 mars 1987 à Gien.

## Biographie
Henri de Linarès contribue activement, avec Pierre-Louis Duchartre, à la création du musée de la chasse à tir et de la fauconnerie inauguré en 1952 à Gien (Loiret) et en devient le premier conservateur.
Il crée des imprimés pour les carrés de soie de la maison Hermès.
Il expose au salon d'hiver en 1949.
Il a été membre de la société archéologique et historique de l'Orléanais.

## Livres
" Beautés de la chasse ". Introduction de Henri de Linarès, chez Gautier-Languereau, édition numérotée, 1970.